# 컬처 강원
컬처 강원은 KBS춘천 1라디오와 KBS원주 1라디오에서 평일 오후 2시 30분부터 오후 2시 58분까지 동시 방송했던 강원도 지역의 문화 정보 프로그램이다.
2008년 11월 17일에 첫방송을 시작해 역대로 진행자가 변경되어 방송됐으나 2010년 12월 31일 방송을 마지막으로 폐지되었다.

## 역대 진행자
- 2008년 11월 17일 ~ 2009년 4월 24일 : 김날해 아나운서
- 2009년 4월 27일 ~ 2009년 10월 23일 : 이의선 아나운서
- 2010년 4월 19일 ~ 2010년 9월 17일 : 김솔희 아나운서
- 2010년 9월 20일 ~ 2010년 12월 31일 : 윤석황 아나운서

## 같이 보기
- KBS춘천방송총국
- KBS원주방송국
- KBS 제1라디오
- 집중인터뷰

| KBS춘천 1라디오 평일 프로그램 |                               |                               |
| 이전                          | 컬처 강원                     | 다음                          |
| 뉴스 중계탑                   | 컬처 강원                     | 라디오 춘천                   |
| 오후 2시 ~ 오후 2시 30분      | 오후 2시 30분 ~ 오후 2시 58분 | 오후 3시 10분 ~ 오후 3시 58분 |
| 전국방송                      | 춘천·원주 동시 방송           | 춘천권 방송                   |

| KBS원주 1라디오 평일 프로그램 |                               |                               |
| 이전                          | 컬처 강원                     | 다음                          |
| 뉴스 중계탑                   | 컬처 강원                     | 생방송 오늘 원주입니다        |
| 오후 2시 ~ 오후 2시 30분      | 오후 2시 30분 ~ 오후 2시 58분 | 오후 3시 10분 ~ 오후 3시 58분 |
| 전국방송                      | 춘천·원주 동시 방송           | 원주권 방송                   |